# Selves pluvials montanes de Sri Lanka
Les selves pluvials montanes de Sri Lanka són una ecoregió que es troba per sobre dels 1000 m a les terres altes centrals de Sri Lanka. A causa de la seva rica biodiversitat, aquesta regió és considerada un super-hotspot dins de la zona d'endemisme d'importància global. Aquests boscos són més freds que els boscos de les terres baixes i, per tant, tenen unes condicions idònies per al creixement dels boscos ennuvolats. La meitat de les plantes florals endèmiques de Sri Lanka i el 51 per cent dels vertebrats endèmics estan restringits a aquests boscos. Més del 34 per cent dels arbres, arbusts i herbes endèmics de Sri Lanka només es troben en aquesta ecoregió. Els arbres retorçats i poc verticals són una vista comuna en aquests boscos, juntament amb moltes varietats d'orquídies, molses i falgueres. Els arbres de boscos tropicals de muntanya creixen fins a 10-15 metres, més baixos que els arbres de forest pluvial de terres baixes de Sri Lanka, ecoregió veïna. Aquests boscos d'alta altitud són l'àrea de captació de la majoria dels rius principals de Sri Lanka.

## Coberta forestal
Els boscos muntanyencs de Sri Lanka estan situats per sobre dels 1220 m. Les selves tropicals de muntanya cobreixen 3099,5 ha en total, o un 0,05 per cent de la superfície total de Sri Lanka. Aquests boscos es troben als cims de les muntanyes, com Pidurutalagala, Kikilimana, Meepilimana, Agrabopaththalawa, el pic d'Adam i Hakgala. En elevacions més baixes, a altituds que oscil·len entre 1000 i 1500 m, es produeixen boscos submontans; Aquests boscos representen un 1,04 per cent de la superfície del país, amb un total de 65.793,3 ha.
| Districte    | Forests montanes en ha | Forests Submontanes en ha |
| Nuwara Eliya | 1,940.1                | 29,384.1                  |
| Kandy        | 935.1                  | 8,633.3                   |
| Badulla      | 94.5                   | 3,030.3                   |
| Matale       | 89.0                   | 4,780.4                   |
| Ratnapura    | 40.8                   | 15,711.4                  |
| Kegalle      | —                      | 3,705.4                   |
| Monaragala   | —                      | 11.2                      |
| Matara       | —                      | 536.2                     |
| Total        | 3,099.5                | 65,792.3                  |

## Història geològica
Sri Lanka es va desvincular de la península de Dècan durant el final del període Miocè, però el seu origen es troba dins de Gondwana. D'acord amb els patrons biogeogràfics, les forests humides de terres baixes del de les zones humides de les terres baixes es van isolar de les properes forests humides en el continent; les condicions climàtiques canviaren a oratges més eixuts i càlids en les terres baixes Sri-Lankeses. Malgrat les dues terres es van col·locar unides en el Plistocè més tard, intervenint un hàbitat sec a l'Índia. Això va fer que les espècies no poguessen intercanviar-se entre forests d'Índia i Sri Lanka. Com a conseqüència les espècies en el sud-oest van evolucionar i especialitzar per separat, donant lloc a nivells més elevats d'endemisme que es pot observar avui.

## Característiques
Alguns dels cims muntanyencs de les terres altes centrals superen els 2500 m, tot i que l'alçada mitjana és de 1800 m. El Puig Knuckles assoleix 1800 m, amb una elevació mitjana de 1500 m. A causa de l'elevació, la temperatura ambient és més fresca que a les terres baixes. La temperatura mitjana d'aquesta zona oscil·la entre 15 °C i 20 °C. Les gelades terrestres apareixen els matins de desembre a febrer.
La pluviometria mitjana anual oscil·la entre 2000 i 2500 mm. El monsó del sud-oest porta pluges de maig a setembre, però el monsó nord-est també contribueix a la bona quantitat de pluja. Tots els rius importants de l'illa sorgeixen a les terres altes centrals, i els boscos tropicals actuen com a principal zona de captació.

## Flora
La vegetació d'aquesta ecoregió està determinada pel clima i l'elevació. La vegetació de boscos montans humits està dominada per Dipterocarpus, mentre que la sabana de muntanya i els boscos de núvols amb Rhododendron. Hom pot veure la comunitat de Shorea - Calophyllum - Syzygium formant dosser dels boscos submontans. El sotabosc és dominat per Strobilanthes. El cim Wilderness que destaca sobre totes les selves plujoses de muntanya possiblement és l'única zona forestal dominada per l'endèmic Stemonoporus de la família Dipterocarpaceae. Les espècies de rododendres prosperen a les praderies de muntanyes humides conegudes com a pathanes humides en sinhalès.
L'elefant asiàtic, que caminava lliurement en aquests boscos, ara està localment extingit. La vegetació de la serralada Knuckles difereix de la resta de les terres altes centrals índies a causa de la seva separació geogràfica, té una comunitat Myristica-Cullenia-Aglaia-Litsea.

## Biodiversitat
Els boscos de muntanya acullen més espècies endèmiques que els boscos de les terres baixes. La meitat dels vertebrats endèmics es limiten a aquests boscos La serralada Knuckles aïllada alberga diverses espècies endèmiques i relictes de flora i fauna i diferents del massís central. Més del 34 per cent dels arbres, arbusts i herbes endèmics de Sri Lanka només es troben en aquests boscos.

## Fauna

### Mamífers
Les selves tropicals montanes alberguen vuit mamífers gairebé endèmics i cinc són endèmics estrictes. Els petits mamífers de Sri Lanka mostren un gran grau de diversitat, com ara rosegadors, musaranyes i ratpenats. El 70 per cent d'aquests mamífers són menors que un petit gat. Aquesta zona és un hàbitat atípic del lleopard de Sri Lanka al carnívor més gran de Sri Lanka. El lleopard s'ha classificat com amenaçat. Altres cinc rosegadors apareixen en la llista del perill d'extinció:

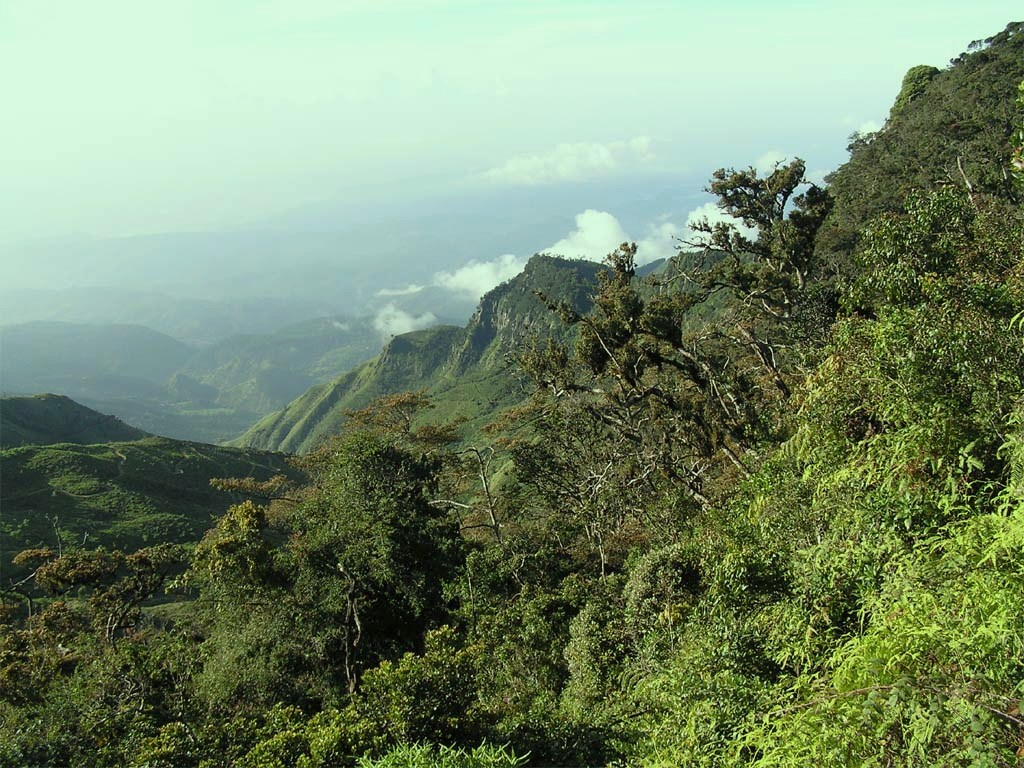
Forest pluvial montana de Sri Lanka

1. La musaranya cuallarga de Sri Lanka (Crocidura miya)
2. La musaranya d'ungles llargues de Kelaart (Feroculus feroculus)
3. La musaranya d'ungles llargues de Pearson (Solisorex pearsoni)
4. Suncus fellowesgordoni
5. La musaranya de Sri Lanka (Suncus zeylanicus)

Els mamífers prop a ser endèmics i els estrictes a la zona que es mostra a continuació. Les espècies endèmiques estrictes estan marcades amb un asterisc.
La musaranya de muntanya de Sri Lanka
La musaranya d'ungles llargues de Kelaart*
La musaranya cuallarga de Sri Lanka*
La musaranya d'ungles llargues de Pearson*
El langur de cara porprada (Trachypithecus vetulus)
La civeta de palmera daurada (Paradoxurus zeylonensis)
L'esquirol llistat de Layard (Funambulus layardi)
L'esquirol llistat fosc (Funambulus sublineatus)
L'esquirol volador de Travancore (Petinomys fuscocapillus)
Mus fernandoni
Vandeleuria nolthenii
Rattus montanus * 
Srilankamys ohiensis * 

### Aus
Les selves tropicals de muntanya de Sri Lanka inclouen la següent llista d'endemismes. De les vint aus gairebé endèmiques, cinc de les espècies d'ocells són endèmiques.
El colom de Sri Lanka (Columba torringtoniae)
El calau gris de Sri Lanka (Ocyceros gingalensis)
El malcoha cara-rogenc (Phaenicophaeus pyrrhocephalus)
El gall de Sri Lanka (Gallus lafayetii), ocell representatiu de la nació de Sri Lanka.
La garsa blava de Sri Lanka o garsa de Ceilan (Urocissa ornata) 
Sturnornis albofrontatus
Gracula ptilogenys
Argya rufescens
Myophonus blighi* 
Eumyias sordidus* 
Pycnonotus penicillatus* 
Zosterops ceylonensis* 'Elaphrornis palliseri* 
Geokichla spiloptera
Ficedula subrubra
Pellorneum fuscocapillus
El barbut verd frontgroc (Psilopogon flavifrons)
El lloret ratpenat de Sri Lanka (Loriculus beryllinus)
La cotorra de Sri Lanka (Psittacula calthrapae)
El mussolet de Sri Lanka (Glaucidium castanonotum)

### Rèptils i amfibis
Els rèptils a Sri Lanka mostren més endemisme que les aus i els mamífers. Les granotes i les sargantanes figuren entre les espècies que encara s'està descobrint, juntament amb els peixos i els crancs.

## Amenaces i conservació
Els 15 anys de 1990 a 2005, Sri Lanka va mostrar una de les taxes de desforestació més altes dels boscos primaris del món. Durant aquest període es va perdre gairebé el 18% de la cobertura forestal de Sri Lanka, mentre que la taxa de desforestació també es va accelerar. La fauna de Sri Lanka també estava amenaçada. Una enquesta duta a terme el 2005 va trobar que 17 de les granotes de Sri Lanka s'han extingit en l'última dècada i altres 11 espècies s'enfronten a una amenaça imminent d'extinció. A partir del 1820, el bosc a gran escala va reconvertir-se en les plantacions de cafè i més tard de te als boscos de muntanya. Els residus restants de passadissos forestals registrats per a cultius agrícoles.
La mineria il·lícita de gemmes es produeix fins i tot en zones restringides. La raó de la mort del bosc de muntanya s'atribueix a la toxicitat del sòl. La serralada de Knuckles té una amenaça diferent. El cultiu d'espècies, especialment el cardamom a gran escala, amenaça amb el desbrossament del bosc.